# Tomasz Kędziora
Tomasz Kędziora (Sulechów, 11 de junio de 1994) es un futbolista polaco que juega en la demarcación de defensa para el PAOK de Salónica F. C. de la Superliga de Grecia.

## Selección nacional
Tras jugar con la selección de fútbol sub-16 de Polonia, la sub-17, la sub-18, la sub-19, la sub-20 y la sub-21, finalmente hizo su debut con la selección absoluta el 13 de noviembre de 2017 en un encuentro amistoso contra México que finalizó con un resultado de 0-1 tras el gol de Raúl Jiménez.

## Clubes
| Club                            | País    | Año       | Partidos | Goles |
| ------------------------------- | ------- | --------- | -------- | ----- |
| Lech Poznań                     | Polonia | 2012-2017 | 151      | 10    |
| F. C. Dinamo de Kiev            | Ucrania | 2017-2022 | 180      | 7     |
| Lech Poznań (cedido)            | Polonia | 2022      | 7        | 1     |
| F. C. Dinamo de Kiev            | Ucrania | 2022-2023 | 18       | 0     |
| PAOK de Salónica F. C. (cedido) | Grecia  | 2023-     | 99       | 4     |

## Palmarés

### Campeonatos nacionales
| Título                     | Club                   | País    | Año  |
| -------------------------- | ---------------------- | ------- | ---- |
| Ekstraklasa                | Lech Poznań            | Polonia | 2015 |
| Supercopa polaca de fútbol | Lech Poznań            | Polonia | 2015 |
| Supercopa polaca de fútbol | Lech Poznań            | Polonia | 2016 |
| Supercopa de Ucrania       | F. C. Dinamo de Kiev   | Ucrania | 2018 |
| Supercopa de Ucrania       | F. C. Dinamo de Kiev   | Ucrania | 2019 |
| Copa de Ucrania            | F. C. Dinamo de Kiev   | Ucrania | 2020 |
| Supercopa de Ucrania       | F. C. Dinamo de Kiev   | Ucrania | 2020 |
| Liga Premier de Ucrania    | F. C. Dinamo de Kiev   | Ucrania | 2021 |
| Copa de Ucrania            | F. C. Dinamo de Kiev   | Ucrania | 2021 |
| Ekstraklasa                | Lech Poznań            | Polonia | 2022 |
| Superliga de Grecia        | PAOK de Salónica F. C. | Grecia  | 2024 |